# 루돌프와 많이있어
《루돌프와 많이있어》(일본어: ルドルフとイッパイアッテナ)는 일본에서 제작된 유야마 쿠니히코, 사카키바라 모토노리 감독의 2016년 애니메이션 영화이다. 사이토 히로시의 동화 《루돌프와 많이있어》와 《루돌프와 친구들의 홀로 서기》를 원작으로 한다. 한국에서는 김율 등이 주연으로 출연하였고 나카야마 요시오 등이 제작에 참여하였다. 일본에서는 2016년 8월 7일 도호를 통해 개봉되었다. 대한민국에서는 같은 해 12월 28일에 개봉했다.

## 등장인물
- 루돌프

성우: 이노우에 마오/김율
- 많이있어

성우: 스즈키 료헤이/신용우
- 미샤

성우: 미즈키 나나/정유정
- 리에

성우: 사사키 리오/김가령
- 부치

성우: 야시마 노리토/홍범기
- 데빌

성우: 후루타 아라타/시영준

## 기타
- 음향: 미마 마사후미